# Державний капіталізм
Державний капіталізм зазвичай описується як економічна система, в якій комерційна (тобто та, що приносить прибуток) економічна діяльність здійснюється державним апаратом при керуванні й організації засобів виробництва в капіталістичному стилі — підтримка умов найманої праці, що випливають з централізованої власності, навіть якщо держава номінально соціалістична. Тобто, коли всі або частина засобів виробництва є юридично власністю держави, або під її керівництвом: коли насправді вони приватні або під контролем привілейованого класу людей: тих, хто монополізував політичну владу. Термін державний капіталізм стало вживають до економічної системи, де засоби виробництва перебувають у приватних руках, але держава має значний контроль над розподілом кредитних та інвестиційних ресурсів; в якій держава контролює значну або повну частину капіталу, промисловості, бізнесу. Державний капіталізм характеризується домінуванням державних комерційних підприємств в економіці. Приклади державного капіталізму включають акціоновані державні установи.

## Використання соціалістами
Державний капіталізм використовується у різних течіях соціалізму, в тому числі соціальними анархістами

### Використання більш пізніми лівими комуністами і комуністами робітничих рад
Ліві комуністи/комуністи робітничих рад традиційно за межами Росії вважають радянську систему — системою державного капіталізму. Отто Рюле, видатний німецький лівий комуніст, розвинув цю ідею з 1920-х років, і пізніше вона була сформульована одним з головних теоретиків голландського комунізму робітничих рад Антоном Паннекуком, наприклад, в «Державний капіталізм і диктатура [Архівовано 29 грудня 2018 у Wayback Machine.]»(1936).